# 발렌틴 파블로프
발렌틴 세르게예비치 파블로프(러시아어: Валентин Сергеевич Павлов, 1937년 9월 26일 ~ 2003년 3월 30일)은 소련의 정치인이다. 1991년 1월 ~ 1991년 8월 소비에트 연방의 총리를 지냈으며, 미하일 고르바초프를 상대로 일으킨 8월 쿠데타의 주모자 가운데 한 명이다.
파블로프는 모스크바에서 태어나, 모스크바 재정연구소 (Moscow Finance Institute)를 졸업하고, 정부의 경제 학자 및 고스플란 (Госпла́н, 소비에트 연방 국가계획위원회) 재정 부문의 수장으로 있었으며, 1959년 이래 재무부에서 일하고, 1989년 소비에트 연방의 경제장관이 되었다. 1990년 소비에트 연방 정치국에 참가했으며, 니콜라이 리즈코프의 후임으로 소비에트 연방의 총리가 되었다.
당시 소비에트 연방 서기장 미하일 고르바초프는 페레스트로이카에 대한 강경 보수파의 저항에 직면해 있었으며, 파블로프는 소비에트 연방에서 공화국의 권력 분산을 추진하는 고르바초프의 새로운 연방 조약에 반대하여, 부통령 겐나디 야나예프, 내무장관 보리스 푸고, 국방장관 드미트리 야조프를 비롯한 보수 강경파가 주도하는 국가비상사태위원회 (Государственный Комитет по Чрезвычайному Положению) 에 참여하였다. 위원회는 1991년 8월, 고르바초프의 퇴진을 요구하는 쿠데타를 일으켰으나, 쿠데타는 실패로 끝났고, 파블로프는 총리에서 파면된 후 체포되었다. 몇 개월 후 감옥에서 석방되었으며, 1994년 사면 받았다.
파블로프는 석방 후, 상업 은행 은행장과 여러 아카데미의 소장을 맡은 것 외에, 러시아 자유 경제 사회 및 국제 관리 아카데미의 부사장을 지내기도 하였다. 2001년에는 블라디미르 푸틴에 대한 지지 의사를 표명했으며, 2003년 사망하였다.